# Крварење пре порођаја
Крварење пре порођаја (КПП),  препартално или антепартално крварење   се обично дефинише као крварење из порођајног канала од 24. недеље трудноће до периода пре рођења бебе,  и главније узрок перинаталног морталитета и морбидитета мајки у развијеном свету. За разлику од овог крварење крварење пре навршене 24. недеље трудноће назива се побачај. Према томе КПП се може   десити у било ком тренутку док се не заврши друга фаза порођаја, док се крварење по рођењу бебе назива крварење након порођаја.
КПП се јавља у отприлике у једном од 80 порођаја. Компликује 3–5% трудноћа и водећи је узрок перинаталне и мајчинске смртности широм света. До једне петине превремено рођених беба је рођен због КПП, а повезаност КПП са церебралном парализом може се објаснити превременим порођајем.

## Опште информације
Крварење пре порођаја може бити у целини или делимично прикривено, ако хематом не допире до ивице постељице и грлића материце да би се открио губитак крви. Не постоје доследне дефиниције тежине КПП. Обим губитка крви се често потцењује и количина откривеног крварења можда не представља укупан губитак крви. Дакле, знаци клиничког шока и присуство феталног компромиса и смрти фетуса су важан индикатор значајног смањења запремине крви.
Како количина откривеног крварења слабо одражава степен губитка крви и тежину КПП, као и да крварење може инфилтрирати миометријум што резултује Кувелеровом материцом (такође познатом као утероплацентарна апоплексија), тежина КПП одређује се према следећим смерницама на основу количине изгубљене крви:
- Мрљасто крварење - у облику трагови крви на одећи
- Мање крварење - губитак крви <50 мл које је престало.
- Велико крварење - губитак крви 50 до 1.000 мл без знакова шока.
- Масивно крварење - губитак крви >1000 мл са или без знакова шока.

## Епидемиологија
Широм света, акушерско крварење је одговорно за 27% свих смртних случајева мајки, од којих се већина дешава у земљама са ниским и средњим приходима, у којима КПП;
- погађа 3-5% трудноћа,[1]
- погађа 20%  превремено рођених беба, што објашњава везу између КПП и церебралне парализе.

Недавне велике епидемиолошке студије извештавају о инциденцији КПП у распону од 5,9 до 6,5 на 1.000 једноплодних порођаја и 12,2 на 1.000 близанаца. Извештава се да је перинатални морталитет 119 на 1000 порођаја компликованих абрупцијом. Ризик од понављања абрупције у следећој трудноћи је повећан чак 10 пута.

## Етиологија
Обично се плацента налази у горњем делу материце. Абрупција плаценте је прерано одвајање нормално постављене постељице од зида материце, што доводи до крварења пре порођаја фетуса. 
Код око 50% свих жена које имају крварење пре порођаја не дијагностикује се никакав дефинитиван узрок, Као главни узроци крварења наводе се  
- Предњачећа постељица (у  51,6% случајева),  која се дефинише као постељица која се у потпуности или делимично налази унутар доњег сегмента материце. Преваленција клинички евидентне праевије предњачеће постељице у термину се процењује на приближно 4 или 5 случајева на 1.000 трудноћа
- Превремено одлубљивање постељице (абрупција плаценте) од зида материце,  која настаје услед крварења у децидуи базалис постељице, што доводи до стварања хематома и повећања хидростатског притиска који резултује одвајањем суседне постељице. Настали хематом може бити мали и самоограничен или може наставити да сецира кроз децидуалне слојеве.

Од осталих узрока наводе се: 
- инфекција вулве или грлића материце, која може бити узрокован полно преносивим инфекцијама  као што су хламидија и гонореја, које се могу манифестовати абнормалним вагиналним крварењем,
- трауме, нпр. партнерско насиље које је уобичајено у трудноћи, и јавља се нпр. код 2,8% трудница у канадској популацију прфема једној студији.
- бенигни полипи грлића материце у трудноћи,
- карцином грлића материце,

- васа превиа: крварење из феталних судова у феталним мембранама, што доводи до високог ризика од феталног крварења и смрти при руптури мембрана.
- руптура материце: ретка, али веома опасна и за мајку и за бебу.
- наслеђени проблеми са крварењем, који су веома ретки,  јер се јављајуе код 1 од 10.000 жена.

## Клиничка слика
Клиничку слику КПП карактерише:
- крварење, које може бити праћено болом (што указује на абрупцију) или бити безболно (што указује на превију),
- онтракције материце,
- погрешне презентације или неуспеха да се глава фетуса захвати, са праевиом плаценте.
- знаци феталног дистреса.
- јако крварење код кога, мајка може показати знаке хиповолемијског шока; међутим, младе, здраве, трудне жене могу добро да надокнаде све док не дође до изненадне и катастрофалне декомпензације.[7]

## Дијагноза
Као део ултразвучног скенирања од 18-20 недеља идентификује се место плаценте. Отприлике једна од пет жена ће у овом тренутку имати ниско положену постељицу. Поновљено ултразвучно скенирање препоручује се између 32. и 36. недеље трудноће у зависности од тога где је плацента позиционирана на ранијем скенирању. До овог тренутка само 2% жена ће и даље имати ниско положену постељицу. Већина жена са типом 2, 3 и 4 предњачеће постељице мораће да се породи царским резом.

## Терапија
Пацијентицу траба обавезно примити у болницу ради процене и лечења, чак и ако је крварење веома мало; јер може постојати велика количина скривеног крварења са само малом количином откривеног вагиналног крварења. Надокнада изгубљене крви зависи од процене губитка крви. 
Као допунски третмани и мере превенције препоручује се: 
- мењање хигијенских уложака најмање свака четири сата док траје било какав губитак крви (лична хигијена је веома важна да би се смањио ризик од инфекције)
- забрањује се коришћење тампоне
- не ићи на купање док траје крварење
- ако је купање неопходно користити само туш у купатилима
- избегавати сексуалне односе
- не користите никакве вагиналне лекове/креме.

## Компликације
- превремени порођај,
- дисеминована интраваскуларна коагулопатија,
- акутна повреда бубрега,
- постпорођајно крварење,
- плацента акрета: ово може да закомпликује случајеве плаценте праевиа, али је ретко у одсуству плаценте праевиа или претходног царског реза.
- анемија.
- инфекција.
- продужени боравак у болници.
- психолошке последице.
- феталне компликације (фетална хипоксија, ограничен раст фетуса, недоношчад, и јатрогена и спонтана, смрт фетуса).

## Прогноза
- Смртност мајки је нижа ако га води искусан акушер и ако се не уради вагинални преглед пре пријема у болницу.
- Према систематском прегледу 123 студије из 2017. године абрупција је најчешће пријављени фактор ризика за мртворођеност (распон: 3,4-51,8%), неонаталну смрт (распон: 1,1-19%) и укупни перинатални морталитет (распон: 4-56,3% ) 8 . Међутим, више од половине (55%) вишка перинаталних смрти повезаних са абрупцијом приписује се превременом порођају.
- У трудноћама када узрок КПП није познат, и даље постоји већи ризик од превременог порођаја и индукованог порођаја, али нема повећања перинаталног морталитета након прилагођавања гестацијској доби.